# Heilig Hartbeeld (Groessen)
Het Heilig Hartbeeld is een standbeeld in de Nederlandse plaats Groessen, in de provincie Gelderland.

## Achtergrond
Het Heilig Hartbeeld is in oktober 1924 ter gelegenheid van het veertigjarig priesterfeest van pastoor Johan Liborius Maria Hoorneman (1860-1929) door de parochie aan de kerk geschonken. Het stond destijds op een speciaal daarvoor gemaakt heuveltje. Later vond men het beeld daar in de weg staan en liet pastoor Idema (1963-1967) het verplaatsen naar de huidige standplaats, meer achteraf naast de pastorie. De oorspronkelijke hoge sokkel werd daarbij vervangen door een lagere.

## Beschrijving
Het beeld bestaat uit een staande Christusfiguur, die is gekleed in een gedrapeerd gewaad en zijn rechterhand zegenend geheven houdt. Met zijn linkerhand wijst hij naar het vlammend Heilig Hart op zijn borst. In beide handen zijn de stigmata zichtbaar. 
Het beeld staat op een sokkel met aan iedere zijde een symbool van een van de vier evangelisten:
- Joannes - Adelaar (voorzijde)
- Lucas - Stier (rechts)
- Mattheus - Engel (achterzijde)
- Marcus - Leeuw (links)